# نمک‌نشناس
نمک‌نشناس فیلمی به کارگردانی و نویسندگی حاتم گرجی محصول سال ۱۳۵۷ است.

## بازیگران
- منوچهر وثوق
- پری ساواش
- علی میری
- بهناز (Hale Önal)
- نوبر (Nubar Terziyan)
- Aliye Rona
- Mahmut Hekimoğlu
- Fatoş Tez